# Motrich
Motrich ist ein bewohnter Gemeindeteil der Gemeinde Cumlosen des Amtes Lenzen-Elbtalaue im Landkreis Prignitz in Brandenburg.

## Geographie
Der Ort liegt zwei Kilometer östlich von Cumlosen und 15 Kilometer südöstlich von Lenzen, dem Sitz des Amtes Lenzen-Elbtalaue. Die Nachbarorte sind Laaslich im Norden, Kuhwinkel, Dergenthin und Schilde im Nordosten, Bentwisch im Osten, Weisen, Lindenberg im Wittenberge im Südosten, Wahrenberg im Süden, Wentdorf im Südwesten, Cunmlosen im Westen, sowie Jagel, Bernheide, Bärwinkel und Lenzersilge im Nordwesten.

## Geschichte
Um 1800 gehörte der Ort zum Perlebergischen Kreis der Provinz Prignitz; ein Teil der Kurmark der Mark Brandenburg. In einer Beschreibung dieser Landschaft von 1804 wurde das Dorf mit 169 Einwohnern angegeben. Darunter waren sieben Kossäten, neun Büdner und 21 Einlieger. Darüber hinaus waren 24 Feuerstellen vorhanden, die Einwohner waren in „Bendwisch“ eingepfarrt und der Adressort war Perleberg. Als Besitzer wurden die „von Platen“, die „von Flothow“ und die „von Möllendorf“ genannt.